# Corynoptera postobscuripila
Corynoptera postobscuripila är en tvåvingeart som beskrevs av Werner Mohrig och Roschmann 1993. Corynoptera postobscuripila ingår i släktet Corynoptera och familjen sorgmyggor.
Artens utbredningsområde är Italien. Inga underarter finns listade i Catalogue of Life.